# Гринпорт Вест (Њујорк)
Гринпорт Вест (енгл. Greenport West) насељено је место без административног статуса у америчкој савезној држави Њујорк.

## Демографија
По попису из 2010. године број становника је 2.124, што је 445 (26,5%) становника више него 2000. године.
| Група             | 2000.         | 2010.         |
| Белци             | 1.457 (86,8%) | 1.646 (77,5%) |
| Афроамериканци    | 96 (5,7%)     | 114 (5,4%)    |
| Азијати           | 6 (0,4%)      | 17 (0,8%)     |
| Хиспаноамериканци | 100 (6,0%)    | 328 (15,4%)   |
| Укупно            | 1.679         | 2.124         |